# Brantwoode

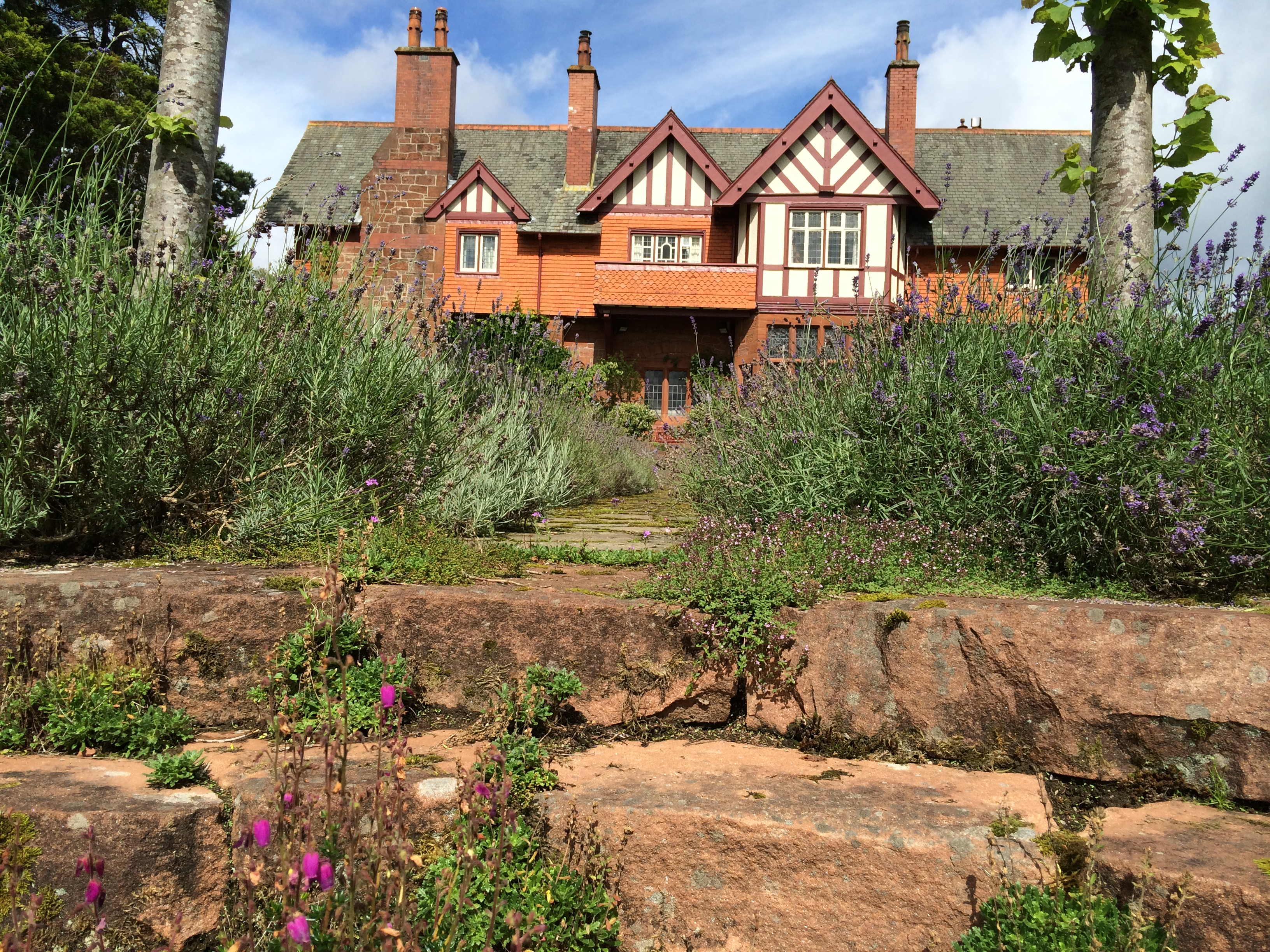
Brantwoode

Brantwoode ist der Name einer Villa in der schottischen Stadt Helensburgh. Das Gebäude befindet sich unter der Adresse 4 Munro Drive West im Norden der Stadt. 1971 wurde die Villa in die schottischen Denkmallisten in der höchsten Kategorie A aufgenommen.

## Geschichte
Bauherr von Brantwoode war J. Alexander. Als Architekt war William Leiper, der auch weitere Villen in Helensburgh entwarf, für die Planung verantwortlich. Die Arbeiten wurden im Jahre 1895 abgeschlossen. Veränderungen an der Raumnutzungen wurden in den 1930er Jahren vorgenommen. Hierbei wurden unter anderem neue Verbindungen zwischen Räumen geschaffen und ein Schlafzimmer zu einem Badezimmer umfunktioniert. Insgesamt entspricht das heute erhaltene Gebäude jedoch noch weitgehend dem Originalzustand.

## Beschreibung
Brantwoode weist architektonische Merkmale der Arts-and-Crafts-Bewegung, aber auch traditionelle Elemente der englischen Villenarchitektur auf. Die Fassaden sind bis auf Geschosshöhe mit rotem Sandstein verkleidet. Alle Fenster und Eingangstüren sind mit Sandsteinfaschen abgesetzt. Im Obergeschoss sind rote Fliesen und teilweise auch Fachwerk verbaut. Die Dächer sind mit grünen Schindeln gedeckt.